# Tewang
Tewang (en népalais : तेवाङ) est un comité de développement villageois du Népal situé dans le district de Rolpa. Au recensement de 2011, il comptait 3 404 habitants.